# Nuvilly
Nuvilly är en ort och kommun i distriktet Broye i kantonen Fribourg, Schweiz. Kommunen har 493 invånare (2023).